# Repowering
Repowering, dt. etwa Kraftwerkserneuerung, bezeichnet das Ersetzen alter Kraftwerksteile zur Stromerzeugung durch neue Anlagenteile, beispielsweise mit höherem Wirkungsgrad, wobei Teile der schon vorhandenen Anlagen und der Infrastruktur weiterverwendet werden. Repowering kann auch den Kraftwerkstyp ändern: beispielsweise kann ein Kohlekraftwerk durch ein GuD-Kraftwerk ersetzt werden. Ein konkretes Beispiel für das Repowering und die Umwandlung in eine GuD-Anlage ist Block 1/2 des Kraftwerks Simmering.
Zwei Vorteile des Repowering gegenüber einer neuen Anlage sind die vorhandene Genehmigung und die oft vorhandene Akzeptanz vieler Anwohner. Neue Genehmigungen sind häufig Auslöser von Bürgerprotesten.

## Optimaler Zeitpunkt für ein Repowering
Anlagen zur Stromerzeugung sind, wie alle technischen Anlagen, zumeist für eine bestimmte Lebensdauer ausgelegt. Danach erfolgt entweder eine gründliche Aufarbeitung, bei der man viele Kernkomponenten ersetzt, oder die Anlage wird stillgelegt. Wann ein günstiger Zeitpunkt für ein Repowering ist, hängt auch von weiteren Faktoren ab:
- wie sehr sich seit der Inbetriebnahme die Technologie der Anlage weiterentwickelt hat
- wie hoch der Unterhaltungsaufwand der alten Anlage ist
- ob größere Reparaturen oder Wartungsarbeiten anstehen
- wie sich alternative Technologien entwickelt haben
- ob der Investor mit zukünftigen technologischen Fortschritten rechnet
- wie hoch die Finanzierungskosten einer neuen Anlage sind. In Zeiten niedriger Realzinsen sind Investitionen attraktiver als in Zeiten hoher Realzinsen.
- ob man die Anlage während der Umbauzeit entbehren kann
- wenn eine Anlage durch einen Störfall zerstört oder schwer beschädigt wurde
- bei fossilen Kraftwerken: wie hoch die Brennstoffkosten und deren Relation zueinander (Öl : Gas : Kohle) sind und wie man deren zukünftige Preisentwicklungen einschätzt

Wenn man den Kraftwerkstyp ändert, ist der Zweck des jeweiligen Kraftwerks (Grundlast, Mittellast, Spitzenlast) zu berücksichtigen. Es ist auch möglich, Kernkraftwerke durch konventionelle thermische Kraftwerke zu ersetzen (und umgekehrt). Wenn ein Wärmekraftwerk durch ein neues Wärmekraftwerk ersetzt wird, ist die maximal mögliche Leistung der neuen Anlage von der maximal zulässigen Erwärmung des Gewässers und der Kühlturm-Kapazität abhängig.

## Windenergie

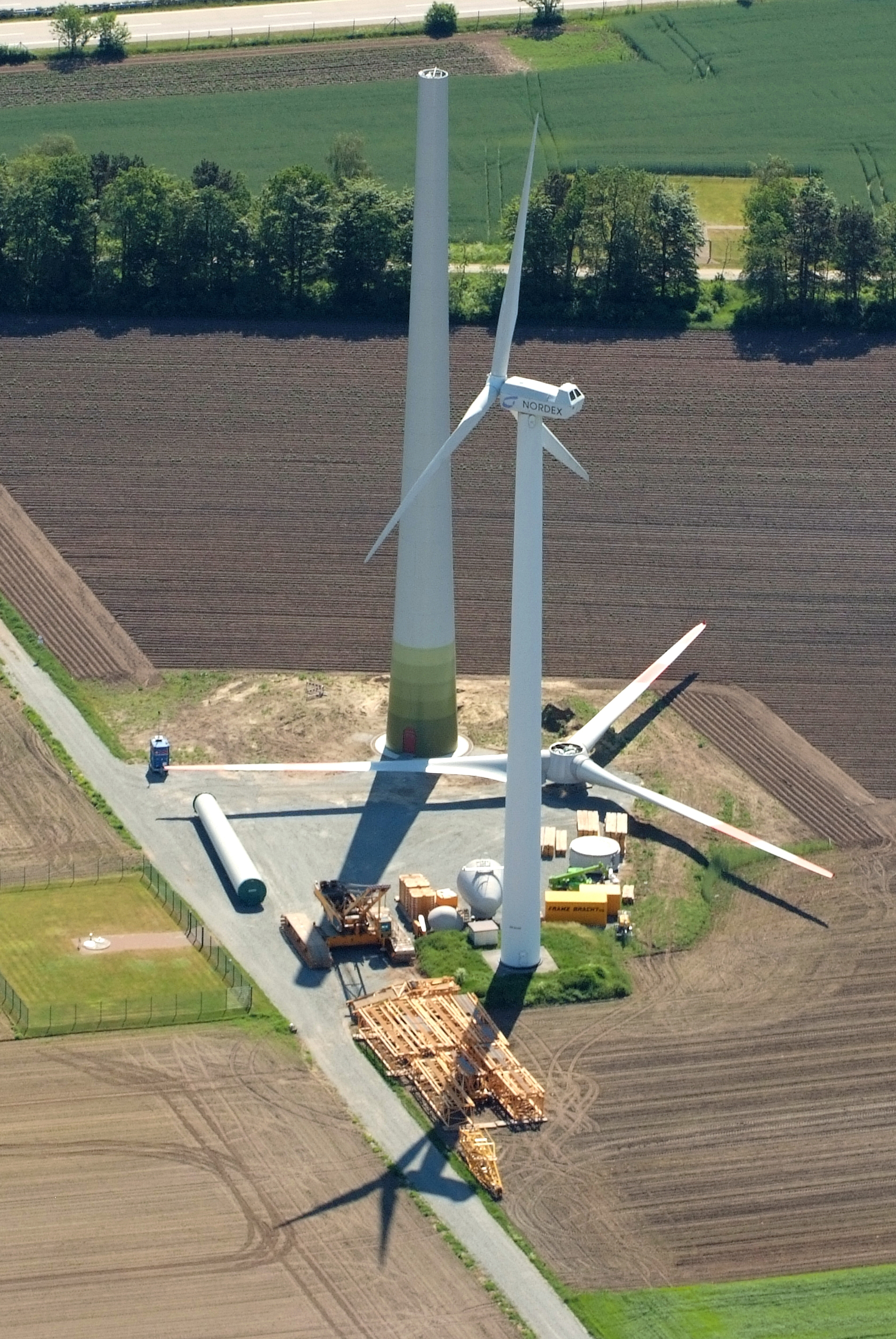
Repowering am gleichen Standort

Eine große Bedeutung hat Repowering in der Windenergiebranche. Windenergieanlagen sind für eine Lebensdauer von etwa 25 Jahren ausgelegt. Durch die rasante Entwicklung der Technologie in den letzten Jahren und stark gesunkener Stromentstehungskosten ist es in vielen Fällen rentabel, schon vor Ablauf der technischen Lebensdauer alte, kleine Anlagen durch neue, größere zu ersetzen. Für gebrauchte Anlagen gibt es einen internationalen Markt, der sich insbesondere auf Anlagen fokussiert, die in dieser Form noch gebaut werden. Oft werden Altanlagen auch als Ersatzteillager genutzt. In Deutschland wurden 2010 116 Anlagen abgebaut, 2011 waren es 170, 2012 252, 2013 416 und 2014 544 Anlagen.
2018 wurde das F&E-Projekt Seeoff unter Beteiligung von Repowering gestartet, um Strategien zum Abbau bzw. Repowering von Offshore-Windparks zu untersuchen.

### Vorteile des Repowering für die Allgemeinheit
- Neue WKA laufen ruhiger, da mit zunehmendem Rotordurchmesser notwendigerweise die maximale Drehzahl sinkt (z. B. von 30–40/min bei Nennleistung bei 500 kW-Anlagen auf circa 10–12/min bei 3-MW-Anlagen mit großen Rotoren)
- Neue WKA laufen leiser (bessere Flügel-Aerodynamik und -geometrie und Körperschallentkopplung)
- Moderne Anlagen sind deutlich stromnetzverträglicher als alte
- Neue WKA erbringen einen deutlich höheren Stromertrag als alte WKA. In vielen Windparks stehen nach dem Repowering trotz oftmals gestiegener Leistung deutlich weniger Anlagen als vorher. Ursächlich hierfür ist die ansteigende Leistung von Windkraftanlagen. Mitte der 1990er hatten viele damals neue WKA 0,5 MW (= 500 kW); um das Jahr 2000 war es 1 MW, 2014 betrug die durchschnittliche Leistung neu installierter Onshore-Windkraftanlagen circa 2,7 MW.[2]
- Durch Repowering können auch Planungsfehler aus den Pionierjahren der Windenergienutzung (z. B. zu geringe Abstände zur Wohnbebauung) korrigiert werden oder Einzelstandorte zu Windparks zusammengelegt werden.
- Beim Repowering sind neue Auflagen und Gesetze (bspw. TA Lärm und neue Abstandsregeln) einzuhalten.
- Im Jahr 2012 erreichten in Deutschland 9.359 Anlagen ein Alter von 12 oder mehr Jahren. Sie stehen vor allem an windreichen norddeutschen Küstenstandorten und bieten ein großes Potenzial für das Repowering. Zusammen hatten sie eine Leistung von 6.104 MW (also durchschnittlich 0,652 MW = 652 kW).[3]

### Vorteile für die Betreiber
- Neue Windkraftanlagen erreichen durch technische Fortentwicklung sowie Änderungen in der konstruktiven Auslegung (z. B. größere Nabenhöhe oder eine höhere Rotorfläche pro kW Nennleistung) zumeist mehr Volllaststunden. Bei doppelter Nennleistung kalkuliert man als Richtwert üblicherweise mit dem dreifachen Stromertrag einer alten WKA.
- Neue Windkraftanlagen sind zuverlässiger und wartungsärmer als alte.
- Wer an einem neuen, bislang nicht für Windkraftanlagen genutzten Standort eine Windkraftanlage bauen möchte, muss ein langes Planungsverfahren abwarten und kann nicht sicher sein, dass der Standort am Ende für eine Windkraftanlage genehmigt wird. Vorhandene Standorte genießen Bestandsschutz.
- In Deutschland gewährte das Erneuerbare-Energien-Gesetz (EEG) zwischen August 2004 und Juli 2014 finanzielle Anreize für das Repowering alter Windenergieanlagen an Land („onshore“). Das EEG 2004 sah für Betreiber von neuen Windenergieanlagen, die alte in der Umgebung ersetzen, eine Verlängerung der erhöhten Anfangsvergütung vor.[4] Das EEG 2009 erhöhte die Anreize zum Repowering deutlich: Betreiber erhielten einen zusätzlichen Repowering-Bonus zur Anfangsvergütung von 0,5 Cent pro Kilowattstunde.[5] Seit Wirksamkeit des EEG 2014 erhalten Betreiber neuer Repowering-Anlagen keine zusätzlichen Vorteile mehr.

### Mögliche Probleme
Nicht immer ist es möglich, bestehende Windkraftanlagen durch größere und damit in der Regel höhere Anlagen zu ersetzen, zum Beispiel, wenn aus Gründen der Gefährdung des Luftverkehrs keine höheren Anlagen zulässig sind. Größere Anlagen bedürfen auch aufwändigerer Fundamente, was die Kosten für Repoweringmaßnahmen bei ungünstigen Bodenverhältnissen stark erhöhen kann. Auch kann unter Umständen die Anlieferung großer Komponenten aufwändig sein.
Es gibt in Deutschland viele inkompatible und teilweise unsinnige Vorschriften, die das Repowering und die Ertüchtigung alter Windkraftanlagen erschweren.
Die EU-Richtlinie RED II soll die Genehmigung von Repowering-Projekten beschleunigen; Deutschland hat über das Bundesimmissionsschutzgesetz in deutsches Recht übertragen.